# とびうお座ベータ星
とびうお座β星 (β Vol / β Volantis) は、とびうお座の恒星である。